# Валлоріате
Валлоріате (італ. Valloriate, п'єм. Valàuria) — муніципалітет в Італії, у регіоні П'ємонт,  провінція Кунео.
Валлоріате розташоване на відстані близько 500 км на північний захід від Рима, 90 км на південь від Турина, 16 км на захід від Кунео.
Населення — 112 осіб (2014).

## Демографія
Населення за роками:

Станом на 1 січня 2023 року в муніципалітеті офіційно проживало 6 іноземців (громадян Франції).

## Сусідні муніципалітети
- Демонте
- Гайола
- Моїола
- Монтероссо-Грана
- Ріттана